# Illinske, Putîvl
Illinske (în ucraineană Іллінське) este un sat în comuna Ciornobrîvkîne din raionul Putîvl, regiunea Sumî, Ucraina.

## Demografie
Componența lingvistică a localității Illinske
     Rusă (74,39%)
     Ucraineană (25,61%)
Conform recensământului din 2001, majoritatea populației localității Illinske era vorbitoare de rusă (74,39%), existând în minoritate și vorbitori de ucraineană (25,61%).